# Самир Абдусалам Абуд
Сами́р Абдусала́м Абу́д (араб. سمير عبود‎; 29 сентября 1972, Триполи, Ливия) — ливийский футболист, вратарь. Выступал за клуб «Аль-Иттихад».

## Карьера
Абуд — воспитанник «Аль-Иттихада», в нём он провёл всю свою карьеру. В 1991 году дебютировал в ливийской премьер-лиге. Уже в дебютном сезоне он стал чемпионом Ливии. Спустя год он выиграл Кубок Ливии. За свою карьеру он становился чемпионом страны 7 раз, в 2002, 2003, 2005, 2006, 2007, 2008 и 2009 годах, пять раз выигрывал кубок страны в 1999, 2004, 2005, 2007 и 2009 годах и девять раз - национальный Суперкубок 1999, 2002, 2003, 2004, 2005, 2006, 2007, 2008 и 2009 годов. Завершил карьеру в 2013 году. 
Дебютировал за Ливию в 2001 году. В 2006 году он был третьим голкипером Ливии и резервом для Луиса Де Агустини и Мефтаха Газзала на Кубке африканских наций 2006 года. На этом турнире он не сыграл ни одного матча. За свою национальную сборную сыграл 30 матчей. 

## Достижения
- Чемпион Ливии: 1991, 2002, 2003, 2005, 2006, 2007, 2008, 2009, 2010
- Обладатель Кубка Ливии: 1992, 1999, 2004, 2005, 2007, 2009
- Обладатель Суперкубка Ливии: 1999, 2002, 2003, 2004, 2005, 2006, 2007, 2008, 2009, 2010

## Голы
Абуд забил два гола в своей профессиональной карьере:
| Турнир                       | матч                                 |
| ---------------------------- | ------------------------------------ |
| Чемпионат Ливии 2005         | «Аль-Иттихад» — «Аль-Шат» (пенальти) |
| Арабская лига чемпионов 2005 | «Аль-Иттихад» — «Видад» (пенальти)   |